# Associazione Sportiva Foligno 1940-1941
Questa voce raccoglie le informazioni riguardanti l'Associazione Sportiva Foligno nelle competizioni ufficiali della stagione 1940-1941.

## Rosa
| N. |                   | Ruolo | Calciatore          |
| -- | ----------------- | ----- | ------------------- |
|    | Italia (bandiera) | C     | G. Apolloni         |
|    | Italia (bandiera) | A     | Lamberto Belelli    |
|    | Italia (bandiera) | C     | Leandro Bigon       |
|    | Italia (bandiera) | C     | Antonio Caporali    |
|    | Italia (bandiera) | P     | P. Caporaletti      |
|    | Italia (bandiera) | D     | Gino Cardinali      |
|    | Italia (bandiera) | A     | F. Casuzzi          |
|    | Italia (bandiera) | D     | Giacinto Cecconelli |
|    | Italia (bandiera) | A     | O. Censi            |
|    | Italia (bandiera) | C     | Giuseppe Chiodi     |
|    | Italia (bandiera) | A     | G. Ciancaleoni      |
|    | Italia (bandiera) | A     | Bruno Combi         |
|    | Italia (bandiera) | D     | Renzo Del Guerra    |
|    | Italia (bandiera) | D     | Adelio Fiore        |

| N. |                   | Ruolo | Calciatore         |
| -- | ----------------- | ----- | ------------------ |
|    | Italia (bandiera) | P     | Paolo Franceschini |
|    | Italia (bandiera) | A     | Romeo Giovagnoni   |
|    | Italia (bandiera) | D     | R. Locci           |
|    | Italia (bandiera) | D     | Armando Marcucci   |
|    | Italia (bandiera) | D     | Angelo Mattei      |
|    | Italia (bandiera) | A     | Amleto Mattioli    |
|    | Italia (bandiera) | C     | Ubaldo Nafissi     |
|    | Italia (bandiera) | A     | Mario Pacifici     |
|    | Italia (bandiera) | P     | Remo Peroncelli    |
|    | Italia (bandiera) | C     | Alberto Protto     |
|    | Italia (bandiera) | A     | Lanfranco Ragni    |
|    | Italia (bandiera) | P     | Emilio Siena       |
|    | Italia (bandiera) | A     | S. Sisti           |
|    | Italia (bandiera) | D     | R. Stefani         |